# Macromia illinoiensis
Macromia illinoiensis – gatunek dużej ważki z rodziny Macromiidae, wcześniej klasyfikowanej jako podrodzina szklarkowatych (Corduliidae). Występuje w Ameryce Północnej – w Kanadzie i USA.
Wyróżniane są dwa podgatunki:
- M. illinoiensis illinoiensis – podgatunek nominatywny, ciemniejszy, występujący w północnej części zasięgu występowania gatunku,
- M. illinoiensis georgina – w południowej części zasięgu, o ubarwieniu bardziej intensywnym niż podgatunek nominatywny.